# Ho-Am-Preis
Der Ho-Am-Preis (koreanisch 호암상 Ho-Am-sang, Hanja 湖巖賞) wurde 1990 von Lee Kun-hee, dem damaligen CEO des Samsung-Konzerns, gestiftet. Der Preis ist nach dem Pseudonym von Lee Byung-chull, dem Gründer von Samsung und Vater Lee Kun-hees, benannt und wird jedes Jahr an Personen verliehen, die im Bereich akademische Wissenschaften, Kunst, soziale Entwicklung oder auf einem anderen Feld mit einer herausragenden Leistung zum Wohl der Menschheit beigetragen haben. Der Preis besteht aus einer goldenen Medaille, einer Urkunde und 300 Millionen Won.
Es gibt Auszeichnungen in den Kategorien:
- Naturwissenschaften
- Ingenieurwissenschaften
- Medizin
- Kunst
- Gemeinnützige Arbeit

Von 1991 bis 1996 wurde der Preis auch im Bereich für Massenkommunikation vergeben. Für besondere Fälle aus anderen Fachgebieten wird ein Spezialpreis verliehen, dieser wird jedoch nicht jedes Jahr vergeben.

## Preisträger

### Naturwissenschaften
- 1991 ETRI Electronics and Technology Research Institute
- 1992 Kim Jihn-eui
- 1993 Kim Choong-Ki
- 1994 Kim Sung-hou
- 1995 Rhee Sue-goo
- 1996 Won-Yong Lee
- 1997 Hyuk Yu
- 1998 Peter S. Kim
- 1999 Myung-Hwan Whangbo
- 2000 Pill-Soon Song
- 2001 Edward C. Lim
- 2002 Mannque Rho
- 2003 Hongkun Park
- 2004 Hee-Sup Shin
- 2005 Young-Kee Kim
- 2006 Kimoon Kim
- 2007 Sang Wook Cheong
- 2008 Philip Kim
- 2009 Hwang Jun-muk
- 2010 Ryong Ryoo
- 2011 Taekjip Ha
- 2012 Minhyong Kim
- 2013 Harold Y. Hwang
- 2014 Nam Hong-gil
- 2015 Jinwoo Cheon
- 2016 Myungshik Kim
- 2017 Sookyung Choi
- 2018 Hee Oh
- 2019 Marvin M. Chun
- 2020 Soo-Bong Kim
- 2021 June Huh, Bong-Kiun Kaang
- 2022 Yong-Geun Oh, Sukbok Chang
- 2023 Jisoon Ihm, Kyoung-Shin Choi
- 2024 Sae Woo Nam, K. Heran Darwin
- 2025 Sug Woo Shin, Jongkyeong Chung

### Ingenieurwissenschaften
- 1994 Tae-Yang Lee
- 1995 Duk-Yong Yoon
- 1996 Chang-Dae Han
- 1997 Nam-Pyo Suh
- 1998 Sun-Tak Hwang
- 1999 Hong Thomas Hahn
- 2000 Sungho Jin
- 2001 Dong Nyung Lee
- 2002 Jeongbin John Kim
- 2003 Yongmin Kim
- 2004 Dewey Doo-Young Ryu
- 2005 Kung-Suk Kim
- 2006 Kang Geun Shin
- 2007 Chang-Beom Eom
- 2008 Hyunjune Sebastian Seung
- 2009 Deog-Kyoon Jeong
- 2010 Luke P. Lee
- 2011 Thomas H. Lee
- 2012 Taeghwan Hyeon
- 2013 Sangtae Kim
- 2014 Lee Sang-yup
- 2015 Chang-Jin Kim
- 2016 Jun Ho Oh
- 2017 Jin Jang
- 2018 Park Nam-Gyu
- 2019 Andrew B. Kahng
- 2020 Jae S. Lim
- 2021 Kyunghyun Cho
- 2022 Sang Kyun Cha
- 2023 Yang-Kook Sun
- 2024 Su-In Lee
- 2025 Seung-Woo Kim

### Medizin
- 1991 Young-Kyoon Kim
- 1992 Lee Ho-wang
- 1993 Sa-Suk Hong
- 1994 Waun-Ki Hong
- 1995 Chun-Yong Kim
- 1996 Young-Shik Kim
- 1997 D. Wonkyu Choi
- 1998 Byung Pal Yu
- 1999 Chil-Yong Kang
- 2000 Ji-Won Yoon
- 2001 Andrew Ho Kang
- 2002 Seong-Jin Kim
- 2003 Sung Wan Kim
- 2004 Stuart K. Kim
- 2005 Kyu-Won Kim
- 2006 Yongwon Choi
- 2007 Charles D. Surh
- 2008 Charles Lee
- 2009 V. Narry Kim
- 2010 William C. Hahn
- 2011 Augustine M.K. Choi
- 2012 Jae Ung Jung
- 2013 Se-Jin Lee
- 2014 Seung K. Kim
- 2015 Sunghoon Kim
- 2016 Larry W. Kwak
- 2017 Soonmyung Paik
- 2018 Gou Young Koh
- 2019 Uhtaek Oh
- 2020 Seung-Jung Park
- 2021 Daeyeol Lee
- 2022 J. Keith Joung
- 2023 Marcia C. Haigis
- 2024 Peter Park
- 2025 Gloria Choi

### Kunst
- 1994 Kim Won-Yong
- 1995 Nam June Paik
- 1996 Park Kyung-ni
- 1997 Chung Myung-whun
- 1998 Choi Myung Hee
- 1999 Yi Mun-yol
- 2000 Paik Kun-Woo
- 2001 Lee Ufan
- 2002 Kang Sue-jin
- 2003 Im Kwon-taek
- 2004 Hwang Byung-Ki
- 2005 Oh Tae-Sok & Bucheon Philharmonic Musikdirektor Lim Hun Houng
- 2006 Pak Wanso
- 2007 Yi Chong-jun (Lee Cheong-jun)
- 2008 Woo Kyu Sung
- 2009 Shin Kyong-nim
- 2010 Jang Min-Ho
- 2011 Chung Kyung-wha
- 2012 Chin Un-suk
- 2013 Sin Kyong-suk
- 2014 Hong Hei-kyung
- 2015 Kim Soo-ja
- 2016 Tong-gyu Hwang
- 2017 Do Ho Suh
- 2018 Kwangchul Youn
- 2019 Lee Bul
- 2020 Min-gi Kim (Kim Min-ki)
- 2021 Bong Joon-ho
- 2022 Kim Hyesoon
- 2023 Seong-Jin Cho
- 2024 Han Kang
- 2025 Koo Bohnchang

### Gemeinnützige Arbeit
- 1991 Kee-Ryo Chang
- 1992 Eul-Hee Yu
- 1993 Yong-Sung Kim
- 1994 Im-Soon Kim
- 1995 Kyong-Jae Lee
- 1996 Lois F. Linton
- 1997 Bok-Kyu Yang
- 1998 Sun Tae Kim
- 1999 Marianne Stöger
- 2000 Heide G. Brauckmann
- 2001 Hong Cho Kang
- 2002 Didier t' Serstevens
- 2003 Sunwoo Kyung Shik
- 2004 The Sisters of Mary
- 2005 Jee Deuk Yong
- 2006 Yoon Kee
- 2007 Emma Freisinger
- 2008 Holy Family Welfare Hospital
- 2009 Chung Soo Park
- 2010 World Vision Korea
- 2011 Korea Legal Aid Center for Family Relations
- 2012 Dong-han Lee
- 2013 Chong-man Rhee & Hyun-sook Kim
- 2014 Kim Ha-jong
- 2015 Young-shim Baek
- 2016 Hyun Soo Kim, Soon sil Cho
- 2017 Raphael Clinic
- 2018 Carla Kang (Lidia Tallone)
- 2019 Love Asia
- 2020 Soung Soo Kim
- 2021 Sungno Lee
- 2022 Heart to Heart Foundation
- 2023 Global Care
- 2024 Geradine Ryan
- 2025 Donghae Kim

### Massenkommunikation
- 1991 A Time for People (Dokumentation) Produktionsteam des Senders MBC
- 1992 Yang Ho-min
- 1993 Choi Chang-bong
- 1994 Song Kun-ho
- 1996 Kim Chang-yul

### Spezialpreis
- 2010 The Nobel Foundation and the Nobel Foundation Rights Association